# Adolf Tetmajer
Adolf Tetmajer, również Tettmayer von Przerwa (ur. 1813 w Kwiatonowicach, zm. 20 maja 1892 w Krakowie) – poseł do Sejmu Krajowego Galicji III kadencji (1870–1876), właściciel dóbr Ludźmierz, marszałek (prezes Wydziału Rady)  powiatu nowotarskiego.

## Życiorys
Był synem Karola i wnukiem Stanisława Tetmajera, ojcem Kazimierza Przerwy-Tetmajera i Włodzimierza Tetmajera. Starszy Włodzimierz (późniejszy malarz, uwieczniony w dramacie Weselu jako Gospodarz) pochodził z pierwszego małżeństwa z Leonią Krobicką z Harklowej (ślub 1858, zm. 10 stycznia 1862 r.). Młodszy syn Kazimierz (poeta i prozaik) pochodził z drugiego małżeństwa Adolfa, z Julią Grabowską z Warszawy (ślub 1864). Julia Grabowska miała rodzoną siostrę – Wandę Grabowską, która później wyszła za mąż za kompozytora Władysława Żeleńskiego, z tego związku narodził się Tadeusz ps. Boy (poeta, krytyk literacki i tłumacz). Włodzimierz i Kazimierz byli zatem braćmi przyrodnimi, a Tadeusz Boy-Żeleński był bratem ciotecznym Kazimierza.
W 1831 r. walczył w powstaniu listopadowym, potem brał udział w działaniach konspiracyjnych w Galicji. Emigrował następnie do Francji, w Paryżu studiował prawo. Ok. 1840 r. powrócił do Galicji i do 1848 r. mieszkał w okolicach Tarnowa. Był przyjacielem Wincentego Pola i Seweryna Goszczyńskiego, ten ostatni towarzyszył mu w wycieczkach po Tatrach (1832), w latach 1872–1873 mieszkał w jego majątku w Ludźmierzu. W majątku tym Tetmajer mieszkał i gospodarował od roku 1859 – po zakupieniu go od Klementyny Homolacsowej – aż do lat 1877–1883, kiedy go stopniowo rozprzedawał. W 1880 r. kupił majątek Wilkowisko, jednak zaraz potem sprzedał go i zamieszkał na stałe w Krakowie. Został pochowany na cmentarzu Rakowickim w grobowcu weteranów powstań 1831 i 1863 w kwaterze Ra.

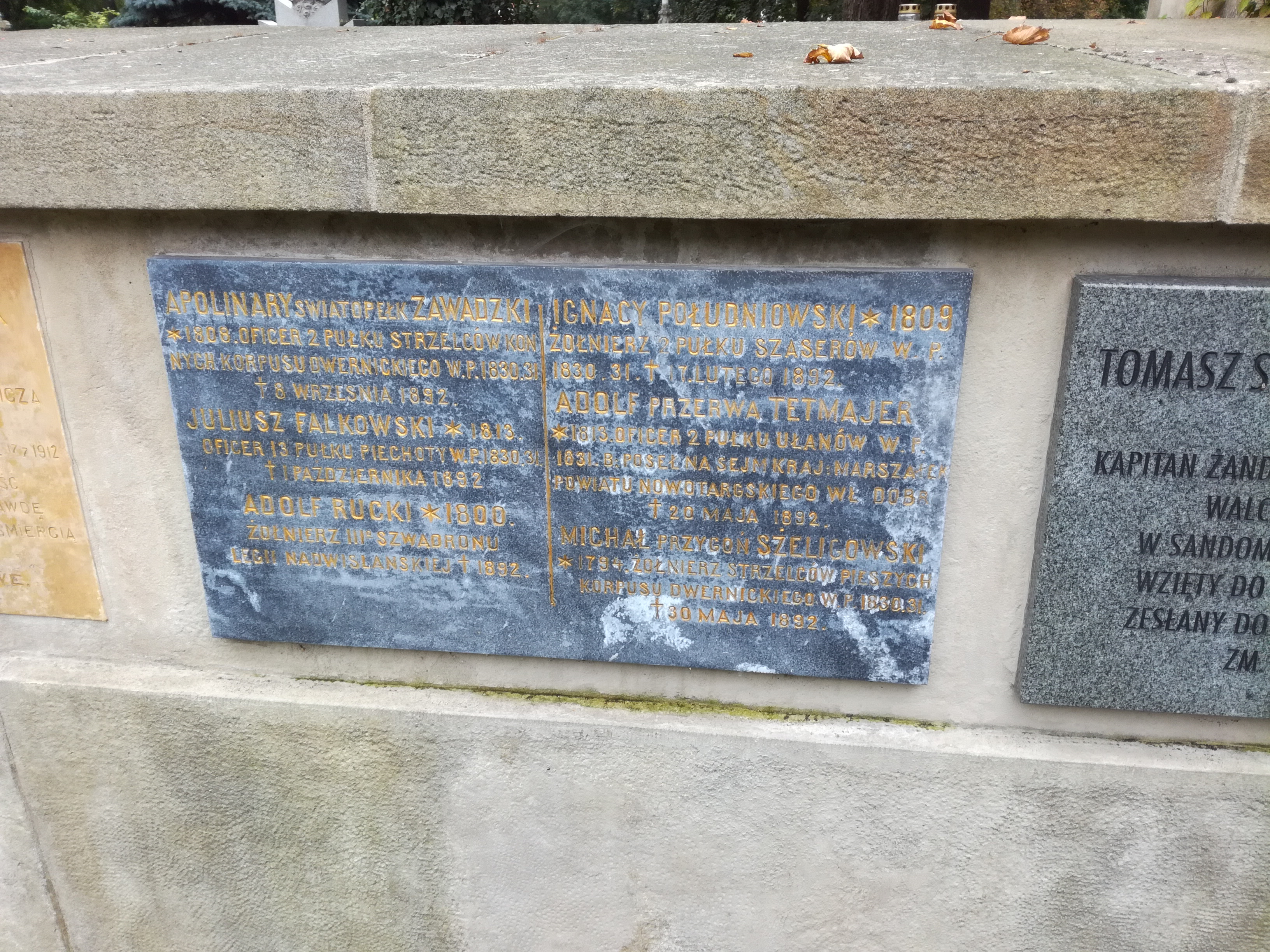
Grób Adolfa Tetmajera na cmentarzu Rakowickim

Do Sejmu Krajowego został wybrany w IV kurii obwodu Sącz, z okręgu wyborczego nr 64 Nowy Targ-Krościenko.
Był autorem okolicznościowych wierszy, napisał też pracę Dolina Nowotarska pod względem stosunków klimatycznych, rolniczych i przemysłowych opublikowaną w „Dzienniku Rolniczym” nr 1/1862.